# Ненсі Кассебаум
Ненсі Лендон Кассебаум Бейкер (англ. Nancy Landon Kassebaum Baker; нар. 29 липня 1932, Топіка, Канзас) — американська політична діячка, республіканка, представляла штат Канзас у Сенаті США з 1978 по 1997 роки.

## Життєпис
Дочка Альфа Лендона, губернатора Канзасу з 1933 по 1937 і кандидата від Республіканської партії на президентських виборах у 1936 році. Закінчила Канзаський університет у 1954, здобула ступінь магістра з політичної історії у 1956 в Університеті Мічигану.
Була одружена з Філіпом Кассебаумом з 1956 по 1979, у 1996 році одружилася з політиком Говардом Бейкером. Її син від першого шлюбу також став політиком і обирався до Палати представників Канзас, другий син, Річард, був кінорежисером (помер у серпні 2008 року від пухлини головного мозку).